# Lantmännen Unibake

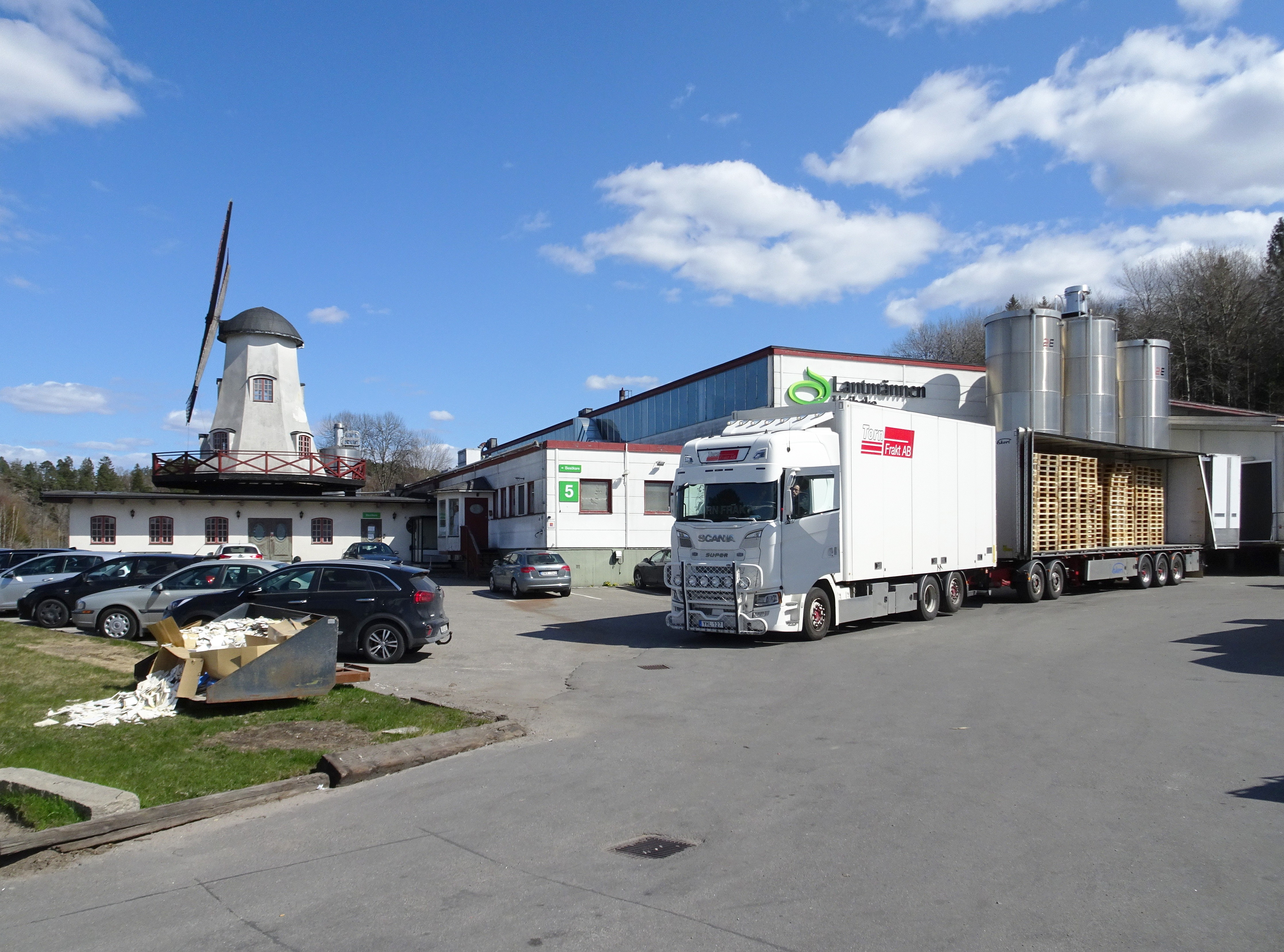
Lantmännen Unibake i Flemingsbergs industriområde, Huddinge

Lantmännen Unibake är ett svenskt bageriföretag som är specialiserat på att producera bröd som levereras fruset till butiker för att där tinas/gräddas före försäljning till kund, så kallad bake off. Bageriet tillhör Lantmännen och har 385 anställda vid sina anläggningar i Örebro, Mantorp och Huddinge kommun. 
- Bageriet i Örebro startade 1957 och bakar korvbröd och hamburgerbröd under varumärket Korvbrödsbagarn.
- Bageriet i Mantorp startade 1959 och är Sveriges största tillverkare av bake off-produkter.
- Bageriet i Huddinge startade 1984 av Anderson Bakery och övertogs av Lantmännen Unibake den 1 mars 2017. Här bakas huvudsakligen landgångsbröd och baguetter, bland annat under varumärket Bonjour.